# Bernhard Scholz
Bernhard Scholz (Magúncia, avui Mainz, 30 de març de 1835 – Renània-Palatinat, 26 de desembre de 1916) fou un compositor alemany.
Fou deixeble de Pauer i Dehn i el 1856 aconseguí la plaça de professor de teoria de l'Escola Reial de Música; de 1859 a 1866 fou director de l'orquestra de la cort de Hannover; el 1871 es posà al front de la Societat de Concerts de Breslau; el 1883 succeí en Raff com a director del Conservatori del Dr. Hoch de Frankfurt, i des del 1884 també va dirigir el Rühlscher Gesangverein, retirant-se el 1908 i fixant la seva residència a Florència.
Va compondre gran nombre d'obres, les quals es distingeixen per l'excel·lent escriptura i correcte estil. Les principals són:

## Òperes
- Carlo Rosa, (Múnic, 1858)
- Zietensche Husaren, (Breslau, 1869)
- Morgiane, (Múnic, 1870)
- Golo, (Nuremberg, 1875)
- Der Trompeter von Sackingen, (Wiesbaden, 1877)
- Der vornehmen Wirte, (Leipzig, 1883)
- Ingo, (Frankfurt, 1998)
- Anno 1757, (Berlín, 1903)
- Mirandolina, (1907)

Altres obres:
- Das Siegesfest, per a solo, cor i orquestra
- Malinconia, per a orquestra
- Wanderung, per a orquestra
- Das Lied von der Glocke, per a solo, cor i orquestra
- Ifigenia, obertura de Goethe
- Im Freien, obertura
- un Rèquiem,
- alguns lieder,
- Simfonia en si bemoll major,
- dos Quartets, per a instruments d'arc,
- un Quintet, per a instruments d'arc,
- Concert per a piano,

Se li deuen a més:
- Lehre vom kontrapunct und der Nachahmemg, (1897)
- Wohin treiben wir?, (1899)
- Musikalisches und Persönlisches, (1899)
- Verklungene Weisen, (1911)